# Glyphocrangon loricata
Glyphocrangon loricata is een garnalensoort uit de familie van de Glyphocrangonidae. De wetenschappelijke naam van de soort is voor het eerst geldig gepubliceerd in 1895 door Faxon.